# Sunbury County

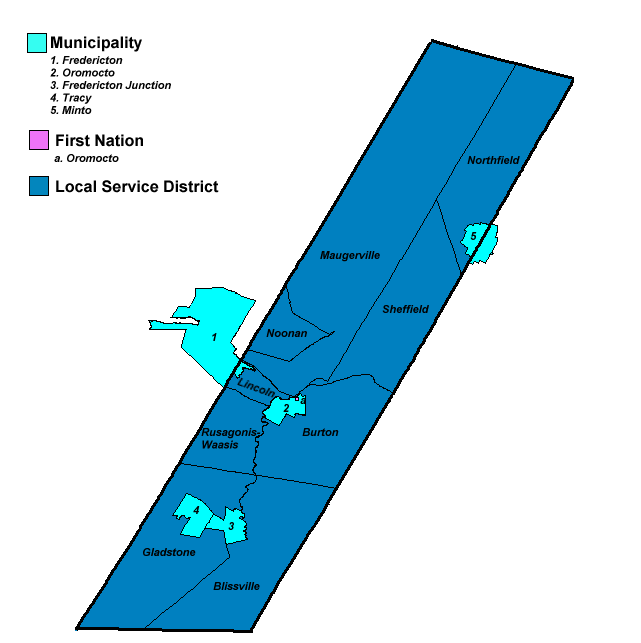
Karte mit den Verwaltungseinheiten

Sunbury County (französisch Comté de Sunbury) ist ein County in der kanadischen Provinz New Brunswick. Es umfasst ein Areal von 2696,53 km². Die Einwohnerzahl betrug im Jahr 2016 27.644.

## Lage
Das County befindet sich im zentralen Südwesten der Provinz.

## Verwaltungsgliederung

### Städte und Gemeinden
Es gibt 3 Gemeinden im Sunbury County:
| Name                 | Status  | Fläche km2 | Einwohnerzahl 2016 | Parish    |
| -------------------- | ------- | ---------- | ------------------ | --------- |
| Fredericton Junction | Village | 23,85      | 704                | Gladstone |
| Oromocto             | Town    | 22,44      | 9223               | Burton    |
| Tracy                | Village | 29,46      | 608                | Gladstone |

### Indianerreservate
Im Sunbury County befindet sich ein Reservat:
| Name        | Fläche km2 | Einwohnerzahl 2016 | Parish |
| ----------- | ---------- | ------------------ | ------ |
| Oromocto 26 | 1,80       | 327                | Burton |

### Parishes
Das County ist in 7 Parishes unterteilt:
- Blissville Parish
- Burton Parish
- Gladstone Parish
- Lincoln Parish
- Maugerville Parish
- Northfield Parish
- Sheffield Parish